# سن کاستل (فلوریدا)
سن کاستل (به انگلیسی: San Castle) یک منطقهٔ مسکونی در ایالات متحده آمریکا است که در فلوریدا واقع شده‌است. سن کاستل ۳٬۴۲۸ نفر جمعیت دارد و ۷٫۰۱ متر بالاتر از سطح دریا واقع شده‌است.